# Aquarius (instrumento SAC-D)

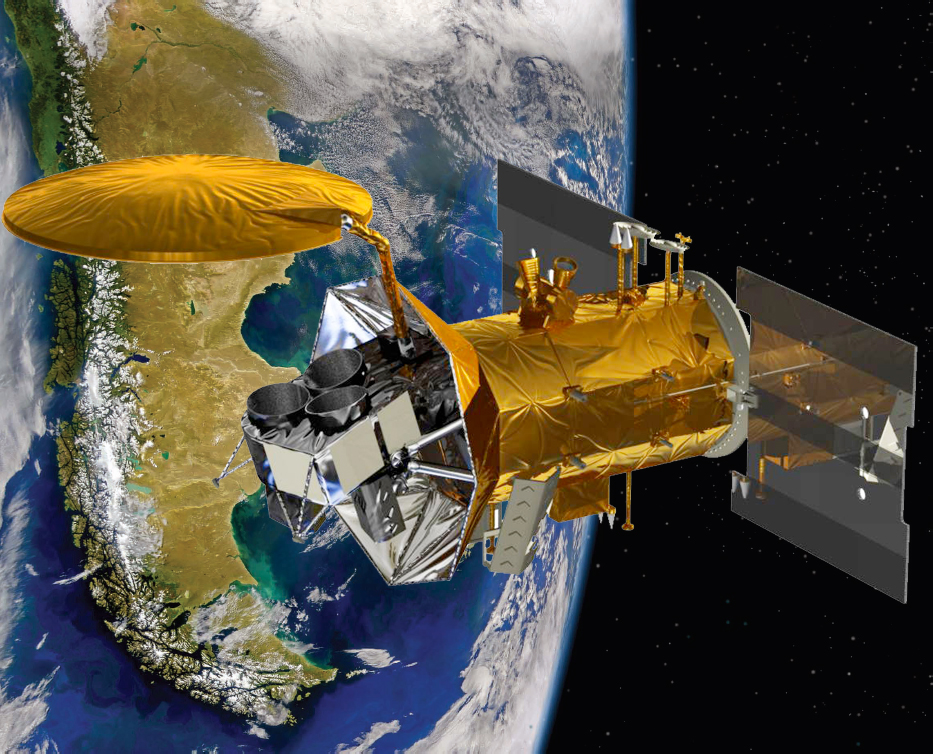
Concepção artística do satélite SAC-D

Aquarius é a designação de um instrumento a bordo do satélite argentino SAC-D. A sua finalidade, é medir a salinidade da superfície dos oceanos visando uma melhor previsão de condições climáticas futuras. O satélite SAC-D foi lançado com sucesso a partir da Base da Força Aérea de Vandenberg em 10 de Junho de 2011.[carece de fontes?]
Os instrumentos científicos incluem um conjunto de três radiômetros sensíveis à salinidade e um scaterômetro para correções devido as variações da superfície do mar. O satélite SAC-D é operado pela Comisión Nacional de Actividades Espaciales (CONAE) da Argentina.[carece de fontes?]
Depois do seu lançamento, por intermédio de um foguete Delta II, o satélite SAC-D foi colocado numa órbita heliossíncrona de 657 km para iniciar a sua missão de três anos.